# 圣若望及保禄广场

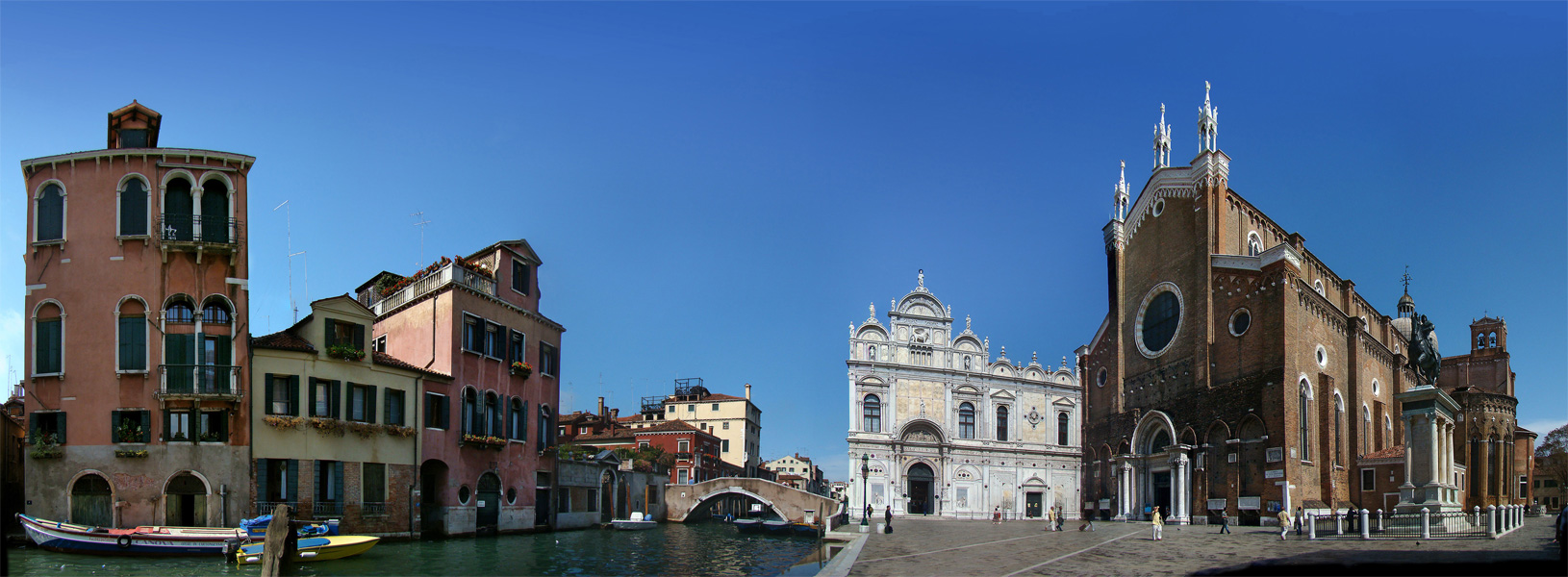
圣若望及保禄广场

圣若望及保禄广场（Campo Santi Giovanni e Paolo）是意大利威尼斯的一个城市广场，位于城堡区。

## 建筑物
- 圣若望及保禄大殿 (威尼斯)
- 聖馬可大會堂
- 巴托洛梅奥·科莱奥尼骑马雕像

45°26′21″N 12°20′29″E / 45.439109°N 12.341477°E